# Новосиньково
Новосинько́во (Ново-Синько́во) — посёлок в Дмитровском городском округе Московской области России. С 1977 года являлся центром Синьковского сельсовета. В 1994—2006 годах — центр Синьковского сельского округа. Население — 7844 чел. (2021). В посёлке располагается Яхромский аграрный колледж, готовящий специалистов Дмитровского района в сельском хозяйстве.
Сейчас представляет агломерацию Новосиньково. Как центра многоэтажной застройки с промзоной и окружающего частного сектора из села и деревень: Синьково, Лучинское, Савельево, Дуброво, Коргашино.

## Расположение
Посёлок расположен на берегу реки Варварки (приток Яхромы, ныне впадает в Левый Нагорный канал оросительной системы Яхромской поймы) и образованного ею Синьковского водохранилища, являющегося частью ирригационной системы Яхромской поймы.
Посёлок Новосиньково расположен примерно в 12 км к западу от центра города Дмитрова. Через посёлок проходит автодорога Московское большое кольцо (А108). Ближайшие населённые пункты — деревни Лучинское, Дуброво, Савельево, Арбузово, Коргашино, посёлок Автополигон (Дмитров-7), сёла Синьково, Карпово.
Проезд на автобусах № 34, №36 и № 41 из города Дмитрова.

## История
Посёлок получил название по соседнему селу Синьково. Название села, предположительно, произошло от некалендарного личного имени Синько.
В 1958 году было принято решение о формировании крупных совхозов «Яхромский», «Дмитровский», «Рогачевский» для освоения Яхромской поймы.
В центральной части поймы на базе бывших сельхозартелей им. Мичурина, им. VII съезда Советов, им. Горькова, а также отделений Карповского колхоза «Победа» и Синьковского колхоза «Пламя» создаётся специализированный овощеводческий совхоз «Яхромский».
Приказом Министерства сельского хозяйства совхоз переименован в Яхромский совхоз-техникум.
Он становится не только центром освоения поймы и выращивания овощей, но и центром по подготовке высококлассных специалистов (сейчас это Яхромский колледж). Посёлок Яхромского совхоза-техникума получает название Новосиньково.
В 1959 году ЦК и Советское правительство поставили задачи превратить поймы рек Москвы и Яхромы в большие "подмосковные огороды", для снабжения Москвы и Московской области овощами.
В ноябре 1959 года начинают возводить  посёлок Новосиньково возле села Синьково для работников Яхромского специализированного совхоза.
В 1959 году в посёлке был образован овощеводческий совхоз «Агрогород». Хрущёв предполагал разместить там Министерство сельского хозяйства СССР.. Официально зарегистрирован как посёлок в 1965 году.
После ухода Хрущёва от планов перемещения министерства отказались, но посёлок остался.
21 мая 1965 года согласно решению Мособлисполкома № 446 был образован посёлок Новосиньково в Синьковском сельсовете Дмитровского района.
Посёлок застроен пятиэтажными жилыми домами. В 1975 году посёлок Новосиньково оказался в числе победителей конкурса колхозных посёлков на лучшую застройку.
После ликвидации в 2006 году Синьковского сельского округа вошёл в Сельское поселение Синьковское.

## Население
Согласно Всероссийской переписи, в 2002 году в посёлке проживало 6438 человек (2910 мужчин и 3528 женщин); преобладающая национальность — русские (93 %). По данным переписи 2010 года, в посёлке проживало 8073 человека.
| 1979 | 2002  | 2006  | 2010  | 2021  |
| ---- | ----- | ----- | ----- | ----- |
| 7757 | ↘6438 | ↗6445 | ↗8073 | ↘7844 |

## Инфраструктура
Главным предприятием посёлка является Яхромский колледж. В посёлке Новосиньково есть больница, дом культуры, отделение Почта банка, рынок, отделение связи, аптеки, Автобаза №42. В посёлке расположены две общеобразовательные школы и три детских дошкольных учреждения: детские сады "Колосок", "Теремок" и "Берёзка".